# Roland West (baloncestista)
Roland D. West (nacido el 6 de junio de 1944  en Cincinnati, Ohio) es un exjugador de baloncesto estadounidense que jugó una temporada en la NBA. Con 1,93 metros de estatura, lo hacía en la posición de base.

## Trayectoria deportiva

### Universidad
Jugó durante tres temporadas con los Bearcats de la Universidad de Cincinnati, con los que ganó el torneo de la Missouri Valley Conference en 1966, siendo uno de los principales artífices de la victoria, al promediar 15,5 puntos, 9,4 rebotes y 1,3 tapones por partido. Esa temporada fue incluido en el segundo mejor quinteto de la conferencia, tras liderar la misma en rebotes.

### Profesional
Fue elegido en el puesto 162 del 1967 por Baltimore Bullets, con los que disputó cuatro partidos, en los que promedió 1,0 puntos y 1,3 rebotes.
Al año siguiente fue incluido en el Draft de Expansión de la NBA por la llegada de nuevos equipos a la liga, siendo elegido por los Phoenix Suns, pero no llegó a debutar con el equipo.

## Estadísticas de su carrera en la NBA

### Temporada regular
| Temporada | Edad | Equipo            | Liga | Pos. | P | TIT | MIN | TC  | TCA | %TC  | 3P | 3PA | %3P | 2P  | 2PA | %2P  | TL  | TLA | %TL | R.OF. | R.DEF. | REB | ASIS | ROB | TAP | PER | FP  | PTS |
| 1967-68   | 23   | Baltimore Bullets | NBA  |      | 4 |     | 3.5 | 0.5 | 1.3 | .400 |    |     |     | 0.5 | 1.3 | .400 | 0.0 | 0.0 |     |       |        | 1.3 | 0.0  |     |     |     | 0.8 | 1.0 |
| Total     |      |                   | NBA  |      | 4 |     | 3.5 | 0.5 | 1.3 | .400 |    |     |     | 0.5 | 1.3 | .400 | 0.0 | 0.0 |     |       |        | 1.3 | 0.0  |     |     |     | 0.8 | 1.0 |